# Le Huron (opéra)
Cet article concerne l'opéra comique français. Pour le journal français, voir Le Huron.
Le Huron est un opéra comique français en deux actes composé par André Grétry. 
Le livret, de la main de Jean-François Marmontel, est inspiré de L'Ingénu de Voltaire. L'œuvre est créée le 20 août 1768 par la Comédie-Italienne à l'Hôtel de Bourgogne (Opéra-Comique) à Paris. C'est le premier succès du compositeur auprès du public parisien.  

## Rôles
| Rôle            | Voix    | Distribution de la création, 20 août 1768 |
| --------------- | ------- | ----------------------------------------- |
| le Huron        | baryton | Joseph "Giuseppe" Caillot                 |
| Gilotin         | ténor   | Jean-Louis Laruette                       |
| un officier     | ténor   | Jean-Baptiste Guignard, dit Clairval      |
| Saint-Yves      | basse   |                                           |
| Mlle Saint-Yves | soprano | Marie-Thérèse Laruette                    |
| Kerkabon        | basse   |                                           |
| Mlle Kerkabon   | soprano |                                           |

## Synopsis
L'histoire se passe en Bretagne et raconte l’histoire d'amour entre une fille de la région et un homme élevé par les Indiens Hurons en Amérique.

## Recréation
- 12 décembre 2010, Abbaye de Bourgueil (France), direction musicale : Julien Dubruque (version concert)
- 1er novembre 2011, Théâtre Adyar (Paris, France), direction musicale : Julien Dubruque ; mise en scène : Henri Dalem